# 爆炸当量
爆炸當量又稱「TNT當量」，是指炸藥的爆炸造成的威力，相當于多少質量單位的三硝基甲苯（TNT）爆炸所造成的威力相同。質量單位通常以千克（kg）或噸（t）來計量，而在核武器的威力衡量上則通常用「萬噸」，較少使用的有「億噸」。由于TNT每單位質量所産生的爆炸程度基本相同，所以以該種炸藥作為爆炸當量的參考系。
如果某種武器表明爆炸當量為2万噸，意思就是說該種武器所産生的威力與2万噸TNT爆炸產生的威力相同。通常來說，核子武器的爆炸當量都在10,000噸以上。於1945年8月6日，投於日本廣島的核彈大約等於1.3万噸的TNT，現代的戰略核子武器大約都相當於數萬噸到數百萬噸TNT，戰術核武器則約一千噸到數萬噸TNT，曾試爆過最大的核彈是俄國5800万噸的沙皇炸彈，最小的是美國的約十噸大衛克羅無後座力砲。

## 核弹头的爆炸当量
- 白杨-M洲际弹道导弹：至少4颗，每颗55万吨。
- 东风-31洲际弹道导弹：至少1颗，每颗100万吨。
- 三叉戟II型彈道飛彈：至少8颗，每颗47.5万吨

## TNT的威力
一克的TNT爆炸會釋放出約4184焦耳（J）的能量。
| 重量/TNT | 單位    | 能量         |
| -------- | ------- | ------------ |
| 1克      | μT / g  | 4.184×103 J  |
| 1千克    | mT / kg | 4.184×106 J  |
| 1噸      | t / Mg  | 4.184×109 J  |
| 1千噸    | kt / Gg | 4.184×1012 J |
| 1百萬噸  | Mt / Tg | 4.184×1015 J |
| 10億噸   | Gt / Pg | 4.184×1018 J |

### 引用
1. ↑  .   [2007-06-15]. （原始内容存档于2016-01-29）.